# Диастереомеры
Диастереомеры — стереоизомеры, не являющиеся зеркальными отражениями друг друга. Диастереомерия возникает, когда соединение имеет несколько стереоцентров. Если два стереоизомера имеют противоположные конфигурации всех соответствующих стереоцентров, то они являются энантиомерами. Однако, если конфигурация различается лишь у некоторых (а не у всех) стереоцентров, то такие стереизомеры являются диастереомерами. Если диастереомеры отличаются конфигурацией лишь одного стереоцентра, то они называются эпимерами.
К диастереомерам также относят соединения с различной конфигурацией двойной связи (геометрические изомеры).
В отличие от энантиомеров, диастереомеры различаются по физическим свойствам и реакционной способности.

## Типы диастереомеров

### σ-Диастереомеры
Существование σ-диастереомеров обусловлено наличием в молекуле нескольких хиральных центров (или, в общем случае, нескольких хиральных элементов). Общее число стереоизомеров молекулы (N), содержащей n стереоцентров может быть вычислено по формуле
{\displaystyle N=2^{n}.}
Некоторые пары стереоизомеров будут иметь противоположные конфигурации всех соответствующих стереоцентров и являться, таким образом, энантиомерами. Все остальные парные комбинации стереоизомеров будут различаться лишь некоторыми конфигурациями, не являясь зеркальными отражениями друг друга. Такие пары являются диастереомерами.

### π-Диастереомеры
π-Диастереомеры, также называемые геометрическими изомерами, отличаются друг от друга пространственным расположением заместителей относительно плоскости двойной связи. Например, малеиновая и фумаровая кислоты отличаются друг от друга взаимным расположением карбоксильных групп у двойной связи.

## Номенклатура

### R/S-номенклатура
Полное название диастереомера можно сформировать при помощи обозначений R/S, характеризующих абсолютную конфигурацию каждого стереоцентра молекулы. Таким образом, диастереомер получит исчерпывающее название, по которому впоследствии можно восстановить его структуру с точностью до всех стереоцентров.

### Эритро/трео-номенклатура
Для обозначения относительной конфигурации диастереомеров используются приставки эритро- и трео-. Если диастереомер изобразить в виде проекции Фишера и при этом оба одинаковых (или произвольно выбранных) заместителя будут располагаться по одну сторону углеродного скелета, то такой диастереоизомер называют эритро-, если по разные стороны — трео-. Данная номенклатура происходит от названия двух диастереомерных альдоз — эритрозы и треозы.

### Син/анти-номенклатура
Диастереомеры, изображённые в виде зигзагообразных структур, удобнее называть по син/анти-номенклатуре, при этом если оба заместителя расположены по одну сторону плоскости углеродного скелета, то диастереомер называется син-, если по разные стороны, то анти-. Два типа номенклатур связаны между собой, поскольку любую молекулу можно изобразить как в виде проекции Фишера, так и в зигзагообразной форме, причём оба представления однозначно соответствуют друг другу. Использование обеих номенклатур проиллюстрировано на примере стереоизомерных хлорзамещённых яблочных кислот.

### E/Z-номенклатура
Конфигурация π-диастереомеров различается в зависимости от расположения заместителей при двойной связи. При этом двойная связь получает обозначение E (нем. entgegen — напротив), если два старших заместителя при каждом углеродном атоме двойной связи находятся по разные стороны от этой двойной связи. Если старшие заместители находятся по одну сторону от плоскости двойной связи, то такая двойная связь имеет конфигурацию Z (нем. zusammen — вместе). Старшинство заместителей определяется согласно правилам Кана — Ингольда — Прелога.

### Цис/транс-номенклатура
Данный тип номенклатуры используется для обозначения конфигурации π-диастереомеров. Он является практически полностью эквивалентным E/Z-номенклатуре, но используется в основном для циклических диастереомеров, тогда как для алкенов ИЮПАК рекомендует использовать E/Z-номенклатуру. Если два старших заместителя при каждом углеродном атоме двойной связи или циклическом фрагменте находятся по разные стороны от этой двойной связи или циклического фрагмента, то диастереомер называется транс-, если по одну сторону, то цис-.

## Физические свойства диастереомеров
В отличие от энантиомеров, диастереомеры различаются по физическим свойствам, в том числе по оптической активности. Это связано с тем, что энантиомеры идентичны по всем скалярным свойствам, то есть расстояние между двумя любыми атомами в них одинаково. Диастереомеры в этом смысле неидентичны, поэтому их свойства различаются.
| Стереоизомер                      | Т. пл., °С | [α]D, ° |
| --------------------------------- | ---------- | ------- |
| эритро-(–)-3-хлоряблочная кислота | 173        | –31,3   |
| эритро-(+)-3-хлоряблочная кислота | 173        | +31,3   |
| трео-(–)-3-хлоряблочная кислота   | 167        | –9,4    |
| трео-(+)-3-хлоряблочная кислота   | 167        | +9,4    |